# タキソイド-7β-ヒドロキシラーゼ
タキソイド-7β-ヒドロキシラーゼ（英語:Taxoid 7beta-hydroxylase） (EC 1.14.13.147)は、タクスシン,NADPH:酸素 7-酸化還元酵素とも呼ばれる酵素である。下記の化学反応の触媒となる。
タクスシン + O2 + NADPH + H+ {\displaystyle \rightleftharpoons } 7β-ヒドロキシタクスシン + NADP+ + H2O
この反応にはシトクロムP450が必要である。